# عادل رشيد
عادل رشيد (17 فبراير 1988 في المملكة المتحدة - ) (بالإنجليزية: Adil Rashid) هو لاعب كريكت أسترالي. شارك مع منتخب إنجلترا للكريكت. أما مع النوادي، فقد لعب مع فريق جنوب أستراليا للكريكت ‏ ونادي مقاطعة يوركشاير للكريكت ‏ وAdelaide Strikers ‏ وDhaka Capitals ‏ ونادي مارليبون للكريكت ‏.

## وصلات خارجية
- عادل رشيد على موقع إي آس بي آن كريك إنفو (الإنجليزية)